# イヴァン・スミルノフ
イヴァン・ニキーティチ・スミルノフ（Иван Никитич Смирнов、Ivan Nikitich Smirnov、1881年 - 1936年8月25日）は、ソビエト連邦の政治家。

## 生涯
1923年から1927年にかけてソ連の通信（郵便電信）人民委員を務めた。ウラジーミル・レーニンの死後、レフ・トロツキーとともに左翼反対派・合同反対派に参加したため、トロツキーらとともに失脚。
1928年1月2日までに中央執行委員会から除名処分。さらに1933年に逮捕され、禁固5年の刑を受けた。しかし1936年に大粛清が開始されるとスターリン派のヤン・ルズタークらから再批判を受け、第1回モスクワ裁判でレフ・カーメネフ、グリゴリー・ジノヴィエフらと共に銃殺刑に処された。
1988年7月13日に名誉回復された。